# Королевская капелла (Гранада)
Королевская капелла (исп. La Capilla Real de Granada, Capilla Real, Капилья Реаль) — усыпальница католических королей Изабеллы Кастильской и Фердинанда Арагонского, примыкающая к Гранадскому собору.

## История
Гранада была последним городом на территории Пиренейского полуострова, остававшимся во владении мавров. Её сдача католическим королям 2 января 1492 года положила конец многовековой Реконкисте и стала важной вехой правления монархов, которые не только обосновались в роскошном дворце исламских правителей — Альгамбре, но и пожелали, чтобы их останки были похоронены в этом городе. Приказ об этом был отдан 13 сентября 1504 года, когда началось строительство Королевской капеллы.
Строительство продолжалось в 1505—1517 годы. Капелла была посвящена святым Иоанну Крестителю и Иоанну Евангелисту.

### Захоронения
Королева Изабелла скончалась раньше, чем закончилось строительство. Король Фердинанд умер несколько лет спустя, также не увидев здания готовым. Их тела нашли временное упокоение в монастыре Святого Франциска в Альгамбре, откуда они были перенесены для перезахоронения в 1521 году.
Кроме католических королей в капелле покоятся тела их второй дочери королевы Хуаны Безумной и её мужа Филиппа Красивого.
Другие захоронения:

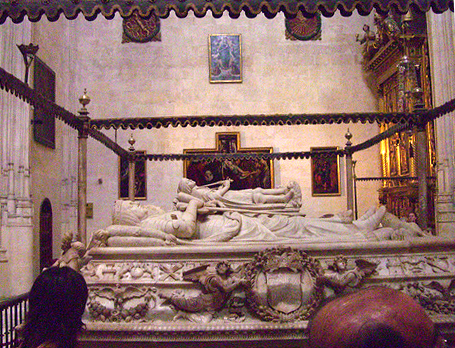
Мраморные надгробия в Королевской капелле

- Мигел да Паш (инфант Мигель), сын инфанты Изабеллы Астурийской (1-й дочери католических монархов) и Мануэля I Португальского. Умер в Гранаде в 1500 году в возрасте двух лет, некоторое время был наследником корон Испании и Португалии.

Кроме того, здесь находились захоронения Изабеллы Португальской, инфантов Фердинанда и Хуана, а также королевы Марии Португальской, но в 1574 году они были перезахоронены в Эскориале по приказу Филиппа II.

## Архитектура

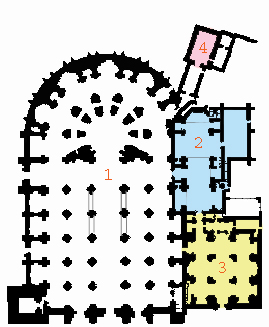
1. Собор. 2. Королевская капелла

Королевская капелла примыкает к собору Гранады, но не составляет с ним архитектурного единства. В плане она имеет один неф, 8-угольный пресбитерий, которому предшествует кафедра, а также хоры. Она имеет единственный фасад, тремя остальными сторонами примыкая вплотную к собору, табернаклю и сакристии.
Здание является самой крупной погребальной капеллой в Испании. Благодаря щедрости монархов она также отличается особой роскошью. Законченная в 1521 году, капелла является одним из последних памятников стиля исабелино в Испании.
Фасад здания украшен в стиле пламенеющей готики и исабелино многочисленными эмблемами, гербами и девизами Католических монархов. Потолки капеллы — нервюрные готические.

### Надгробие
Одно из помещений капеллы занято масштабными скульптурными надгробиями:
1. Надгробие католических монархов, выполненное из каррарского мрамора флорентийским скульптором Доменико Фанчелли к 1517 г. Согласно испанской традиции, иконография изображения короля имеет милитаристский аспект — Фердинанд облачён в полный доспех. Изабелла изображена просветлённой и скромной. Данное надгробие — пример перенесения на испанскую почву типа, разработанного Полайоло для гробницы папы Сикста IV.
2. Надгробие Хуаны и Филиппа создано тремя скульпторами — Доменико Фанчелли, Бартоломе Ордоньесом и Пьетро де Карона.

Непосредственно под надгробиями под полом капеллы находится открытая для обозрения с лестницы крипта, где стоят гробы.

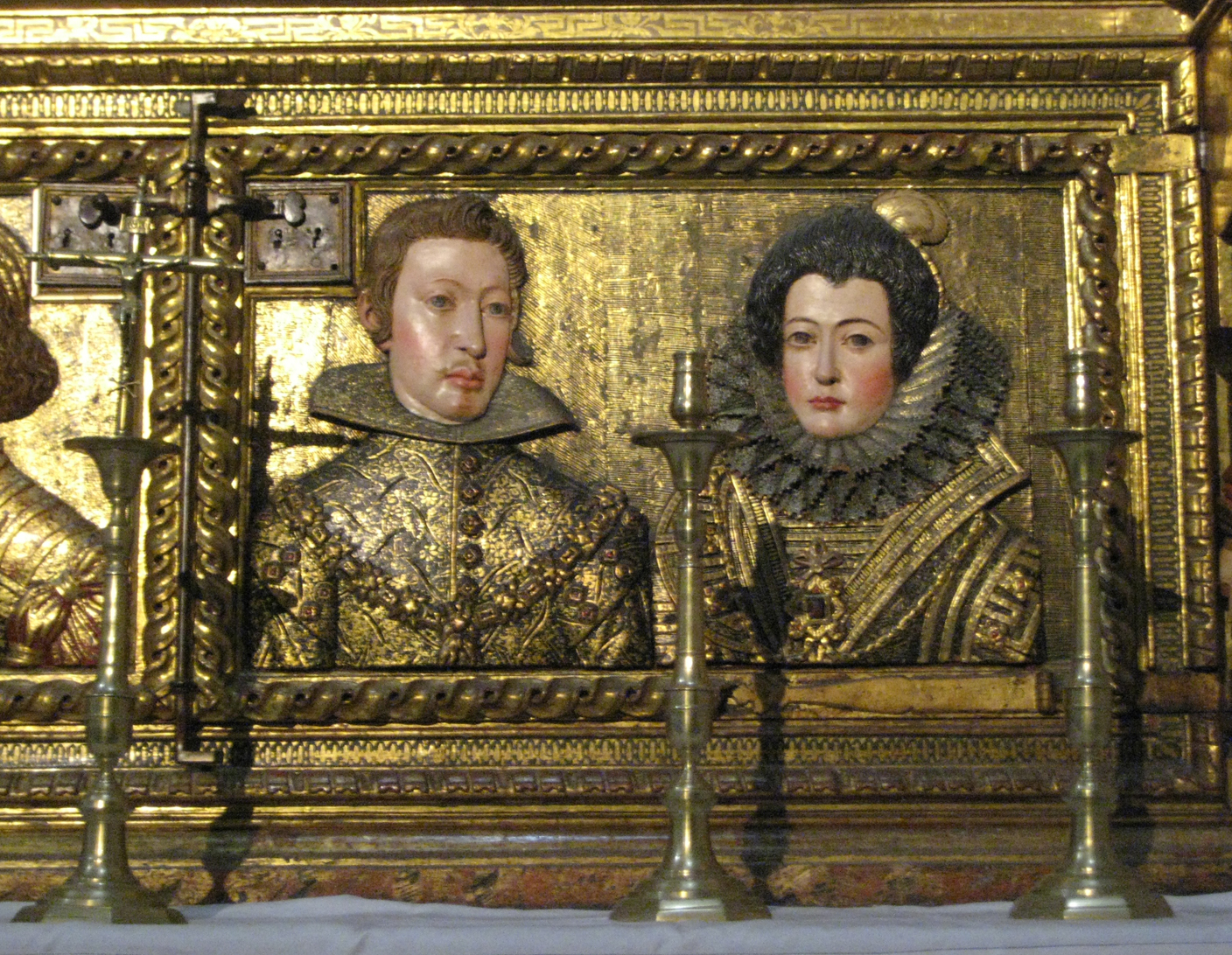
Фрагмент правого алтаря-реликвария. Изображения Филиппа IV и Изабеллы де Бурбон.

## Алтарь
Алтарь, возвышающийся в полигональной абсиде, был выполнен Фелипе Вигарни (исп. Felipe Vigarny) в 1520—1522 гг. из полихромной древесины, и является одним из первых примеров ретабло, выполненных в стиле платереско. Четвёртый ряд ретабло увенчан фигурой распятого Христа, с Марией и Иоанном у его ног. В нижней части по обеим сторонам находятся фигуры Католических монархов работы Диего де Силое. Основным сюжетом алтаря является сцена обезглавливания Иоанна Крестителя, выполненная с присущей испанским скульпторам натуралистичностью.
Кроме того, в зале с надгробиями находятся два алтаря-реликвария, выполненные Алонсо де Мена в 1632 г. Они украшены рельефными изображениями монархов из династии Габсбургов. В капелле перед хорами находится ретабло в стиле платереско работы Бартоломе де Хаэна, 1523 г.

## Собрание

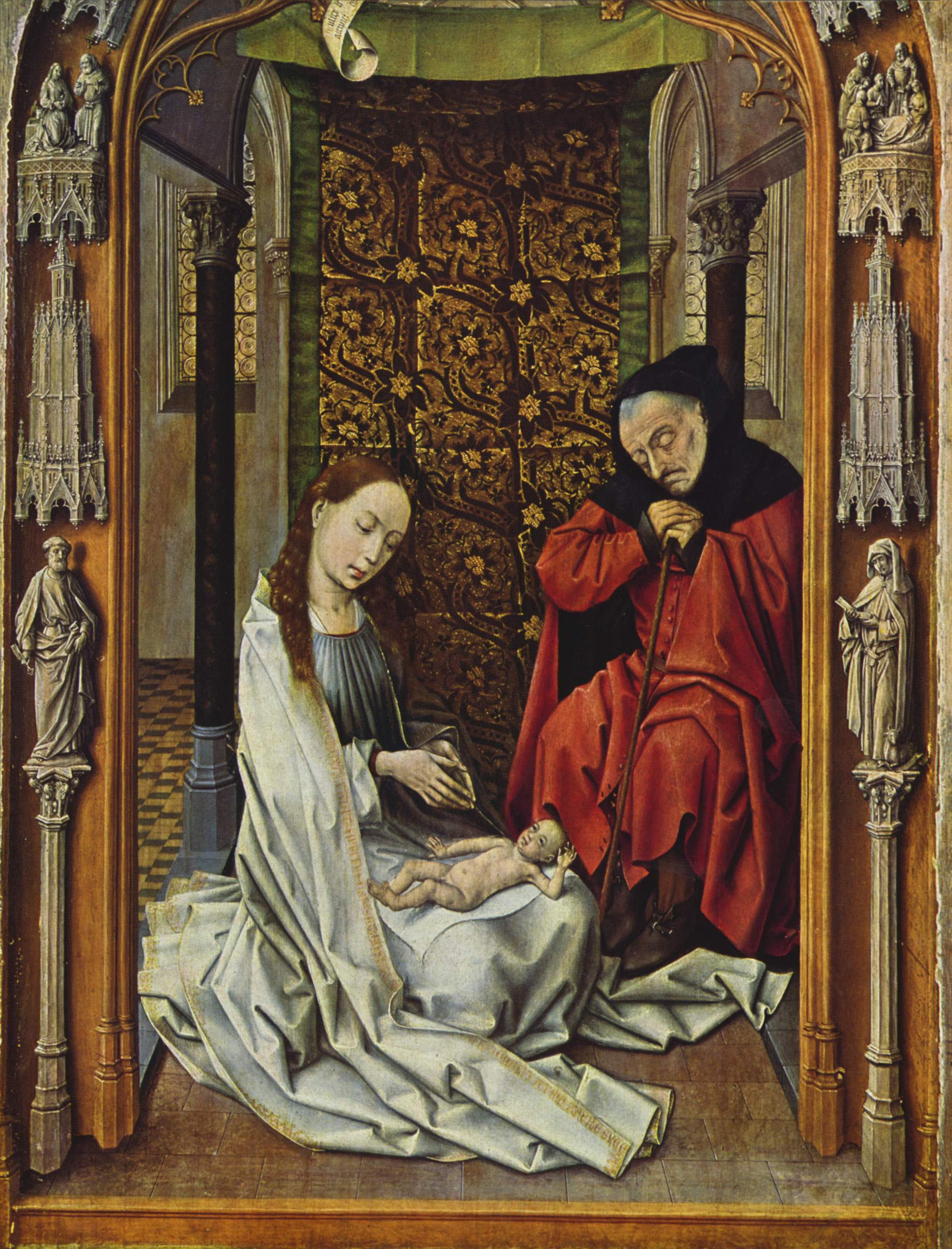
Рогир ван дер Вейден. «Рождество Христово»

Собрание Королевской капеллы включает ряд произведений знаменитых европейских художников, по преимуществу Северного Возрождения (королева Изабелла предпочитала нидерландское искусство). Это Рогир ван дер Вейден, Ханс Мемлинг и Дирк Боутс, а также более мелкие мастера. Из итальянцев присутствует Боттичелли и Перуджино.
Несколько картин, прежде хранившихся в капелле, заменены копиями: «Снятие с креста» Рогира ван дер Вейдена (теперь в Прадо) и «Сдача Гранады» Прадильи (копия кисти Морено Карбонеро).
В музее находятся ценные ювелирные предметы: в первую очередь, это корона и скипетр Изабеллы и меч Фердинанда. Также экспонируются статуи коленопреклоненных католических монархов работы Бигарни.